# NGC 4108
NGC 4108 (również PGC 38423 lub UGC 7101) – galaktyka spiralna (Sc), znajdująca się w gwiazdozbiorze Smoka. Odkrył ją John Herschel 3 kwietnia 1832 roku.